# 豊富駅
豊富駅（とよとみえき）は、北海道天塩郡豊富町字豊富駅前通にある北海道旅客鉄道（JR北海道）宗谷本線の駅である。事務管理コードは▲121844。駅番号はW74。特急「宗谷」「サロベツ」が停車する。

## 歴史

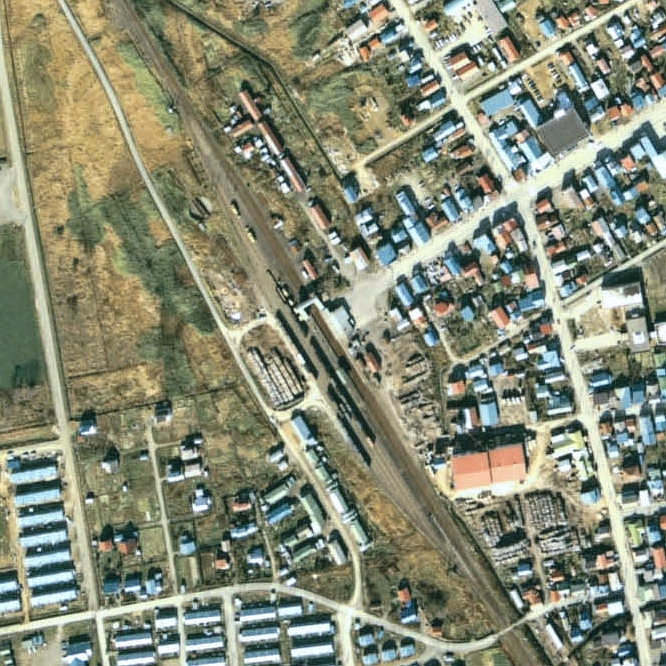
1977年の豊富駅と周囲約500m範囲。左上が稚内方面。国鉄型配線の2面3線と駅舎横の名寄寄りに貨物積卸場と引込み線、ホーム外側に多数の副本線がある。稚内寄りの外側に、この写真の5年前に廃線となった、日曹炭鉱線の機関区の転車台が残されている。貨物積卸場周囲と駅裏のストックヤードには木材が野積みされている。

- 1926年（大正15年）9月25日：鉄道省天塩線の駅として開業[3][4]。一般駅[1]。
- 1930年（昭和5年）4月1日：天塩線を宗谷本線に編入、それに伴い同線の駅となる[4]。
- 1940年（昭和15年）2月13日：日曹炭鉱天塩砿業所専用鉄道 豊富 - 一坑間16.7km開通。
- 1949年（昭和24年）6月1日：公共企業体である日本国有鉄道に移管。
- 1966年（昭和41年）8月4日：現駅舎落成（工費2,000万円）[5][6][7]。
- 1968年（昭和43年）9月5日：昭和天皇、香淳皇后が道内を行幸啓。石北本線上川駅発当駅着のお召し列車が運転[8]。
- 1972年（昭和47年）7月29日：日曹炭鉱天塩砿業所専用鉄道全線廃止。
- 1984年（昭和59年）
  - 2月1日：貨物・荷物取扱い廃止[4]。
  - 11月10日：出改札業務廃止[9]（運転要員はそのまま配置）、簡易委託化。
- 1986年（昭和61年）11月1日：電子閉塞化に伴い運転無人化[10]。
- 1987年（昭和62年）4月1日：国鉄分割民営化により、北海道旅客鉄道（JR北海道）の駅となる[4]。

### 駅名の由来
所在町名より。

## 駅構造
相対式ホーム2面2線を有する地上駅（幌延駅管理）。
かつて日曹炭鉱天塩砿業所専用鉄道が分岐しており、南側に同線の（社）豊富駅が設けられていた。ホームの長さは4両分で、多客期などに特急列車が増結された場合はドアカットを行う。ホーム間の移動は跨線橋を使う。
かつては隣の旧・徳満駅（2021年3月13日廃止）と共に「徳が満ちて豊かな富を得る」という意味で縁起切符の人気があり、駅構内には縁起切符の看板が設けられていた。

### のりば
| 番線 | 路線      | 方向 | 行先           |
| ---- | --------- | ---- | -------------- |
| 1    | ■宗谷本線 | 上り | 幌延・名寄方面 |
| 2    | ■宗谷本線 | 下り | 稚内方面       |

かつては天塩炭鉱の石炭やその周辺の木材出荷駅として栄え、ホーム外側に多数の副本線と機関区を有した。

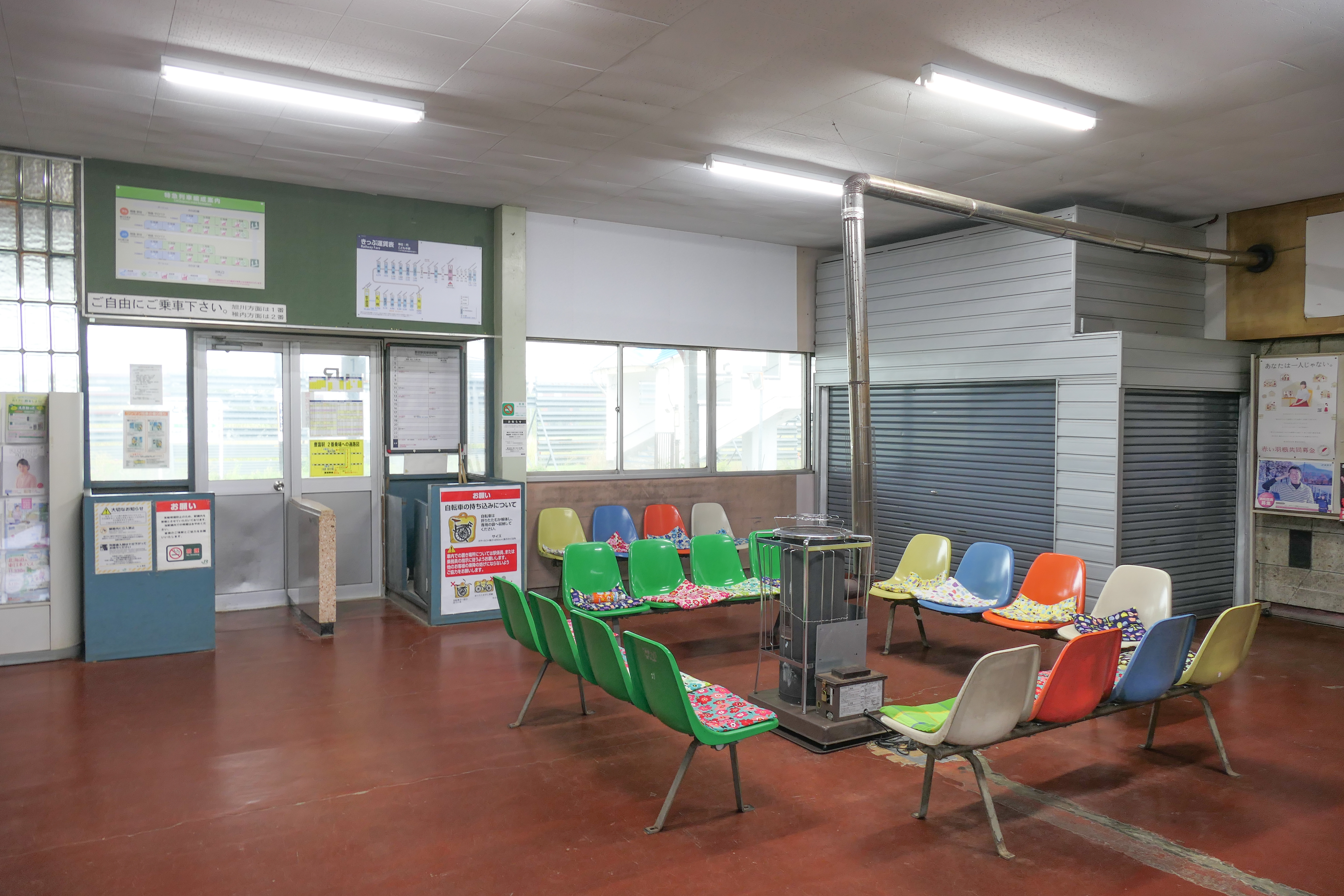
改札口・待合室（2021年9月）
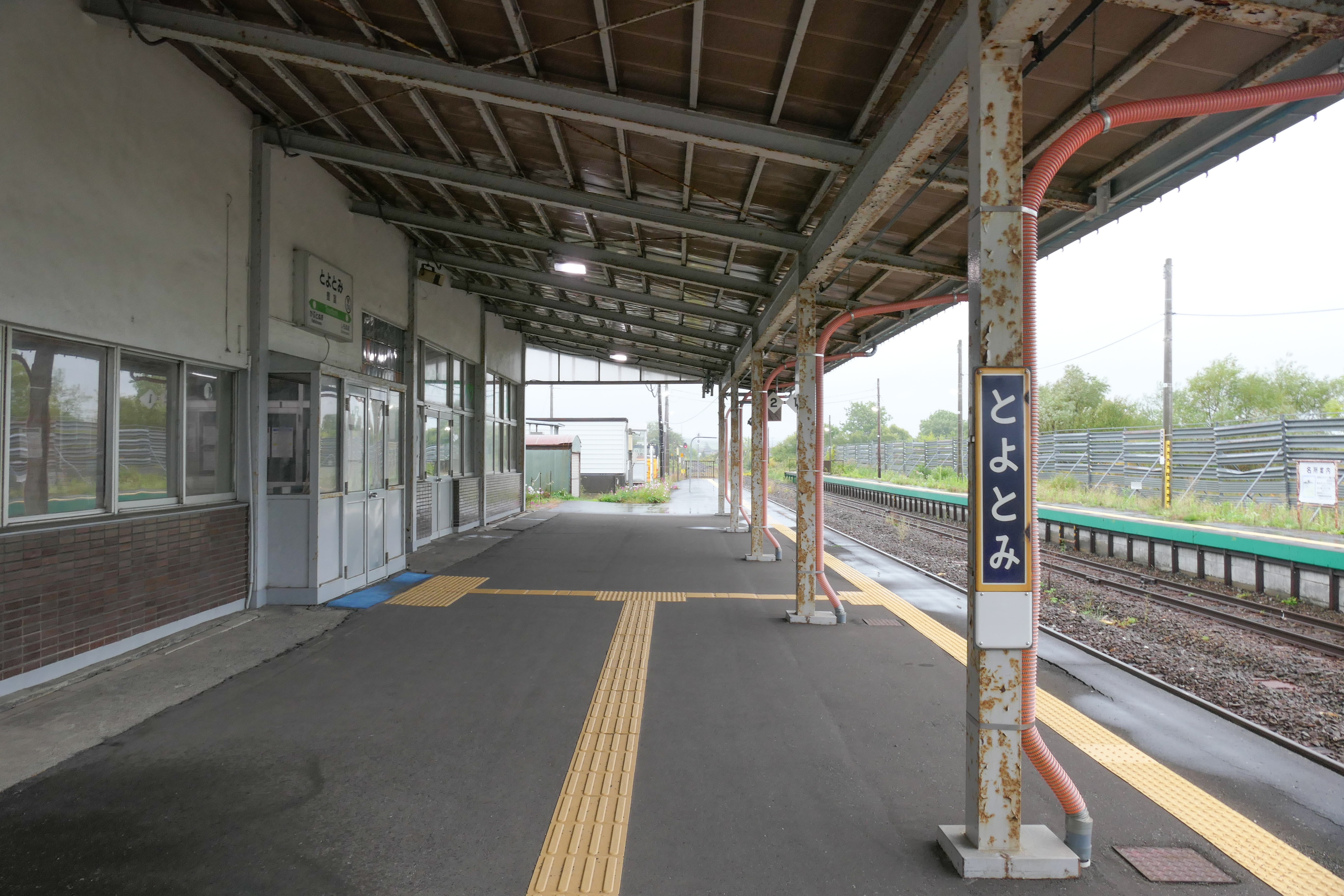
1番線ホーム（2021年9月）
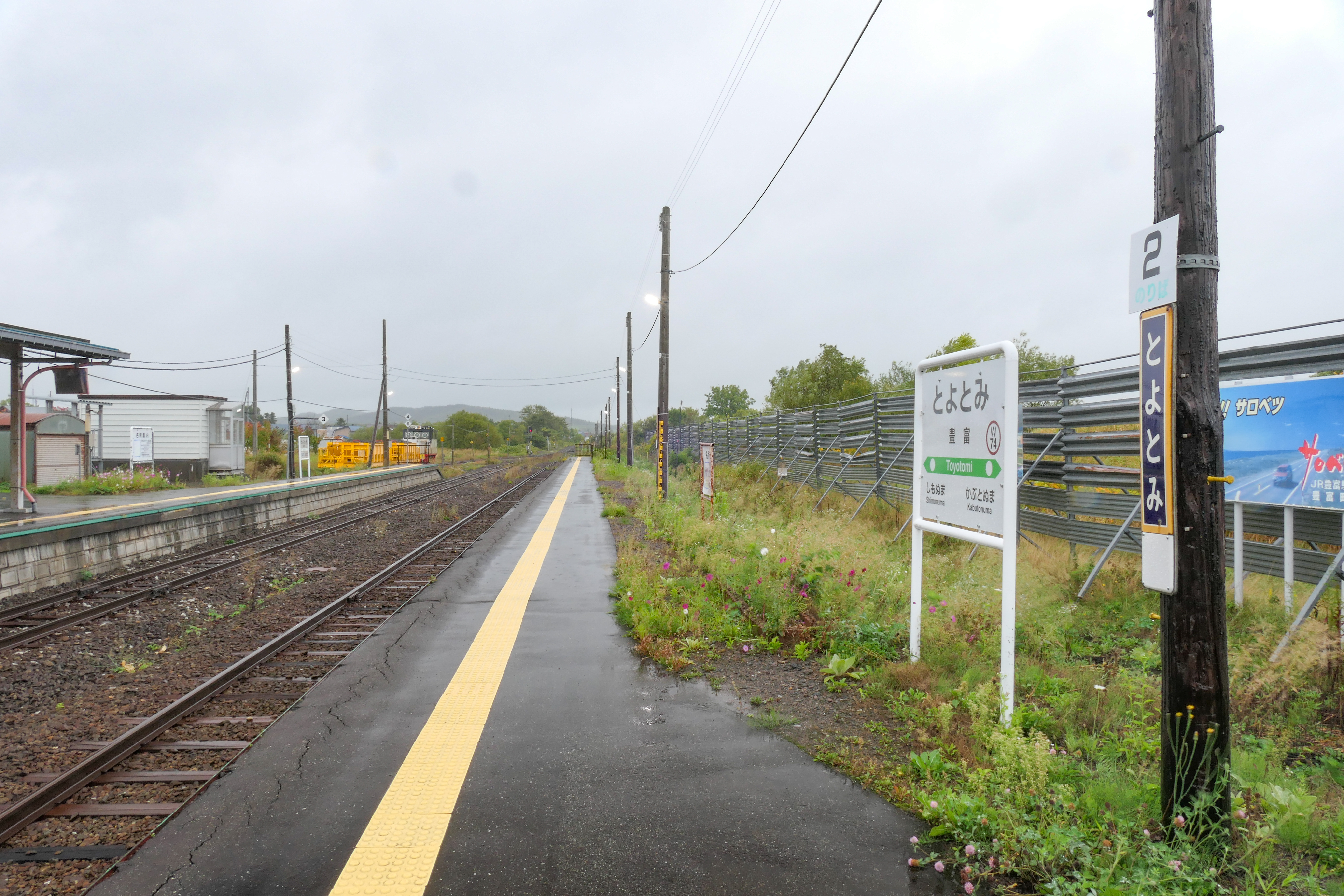
2番線ホーム（2021年9月）
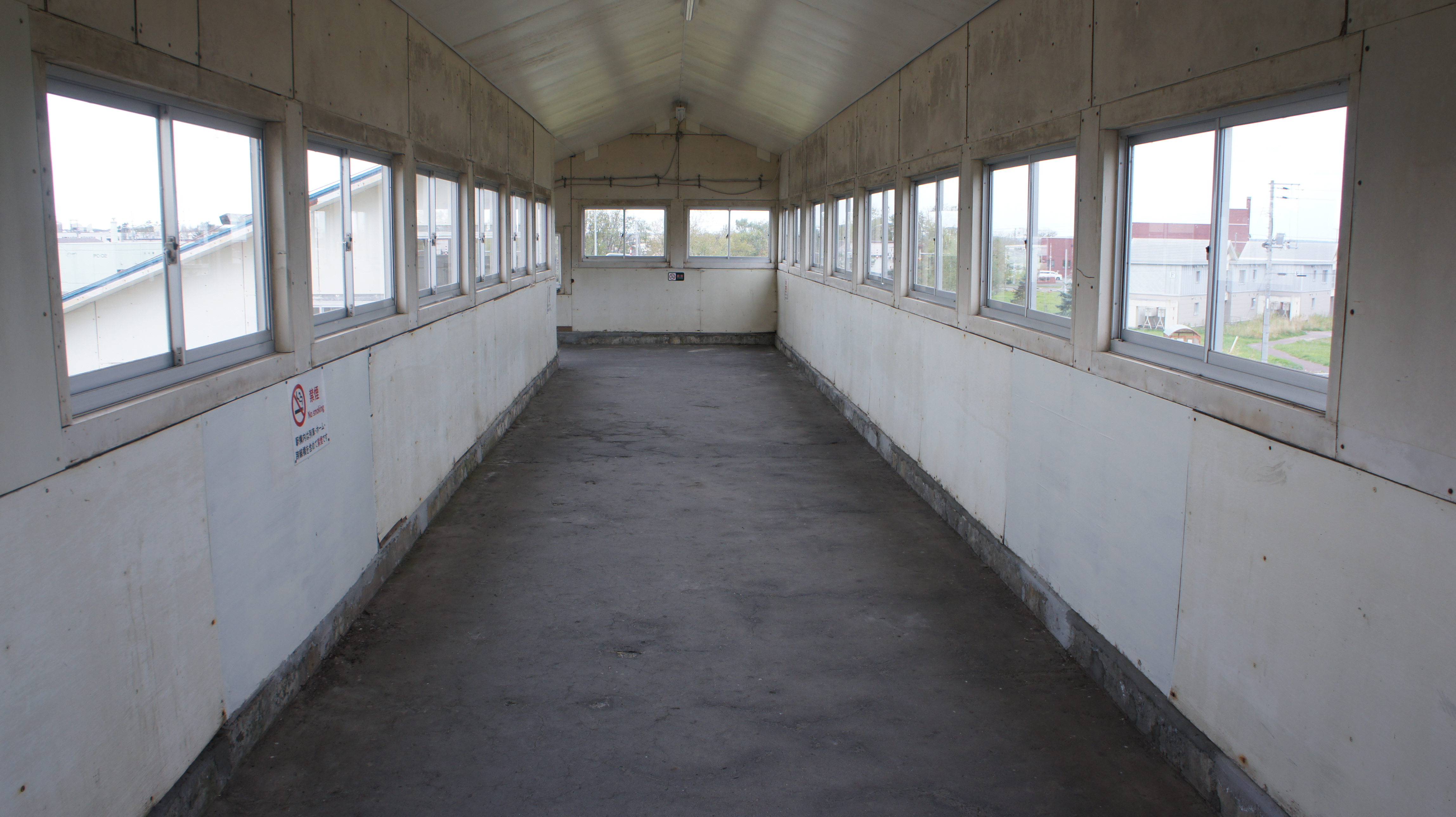
跨線橋（2017年10月）
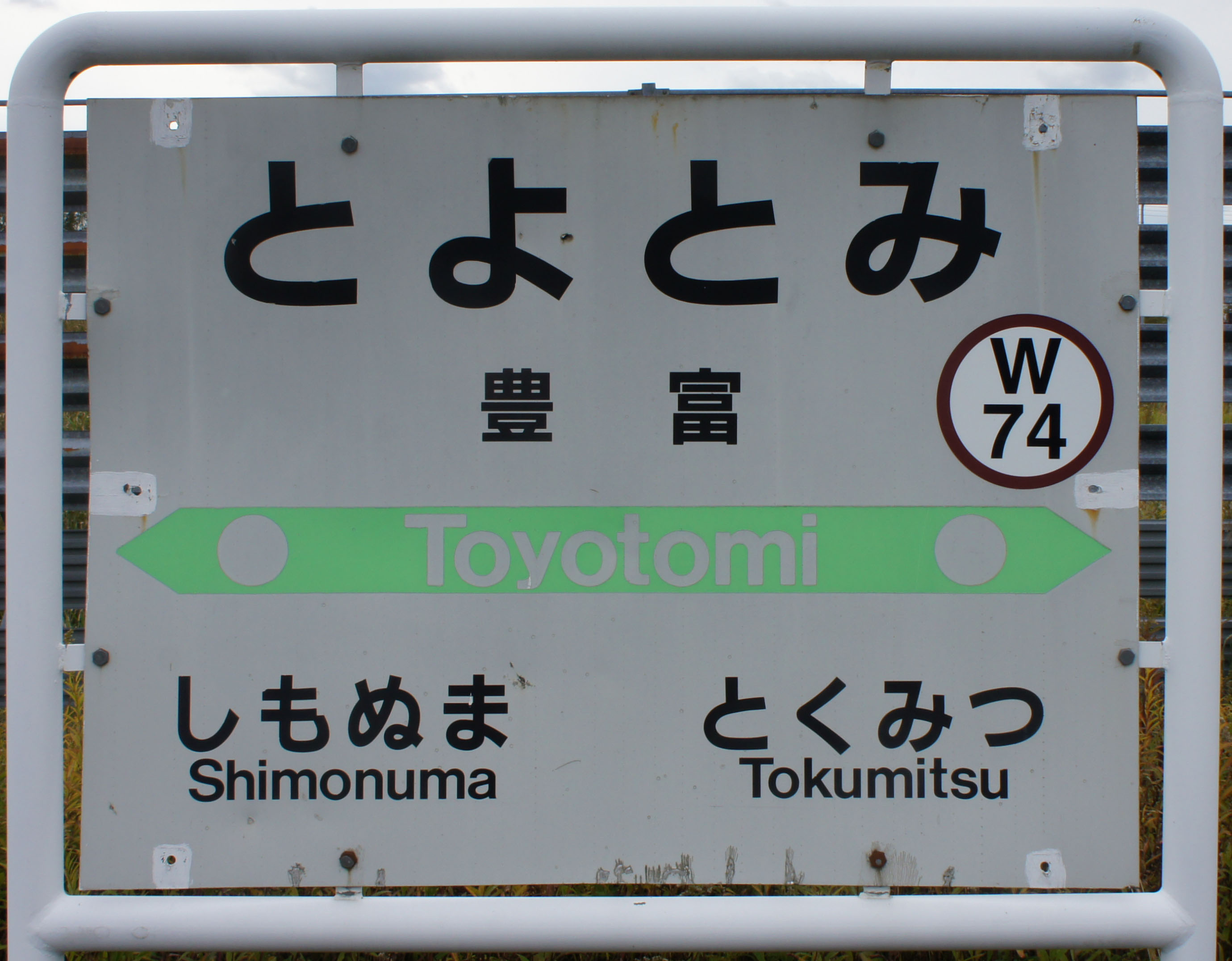
駅名標（2017年10月）
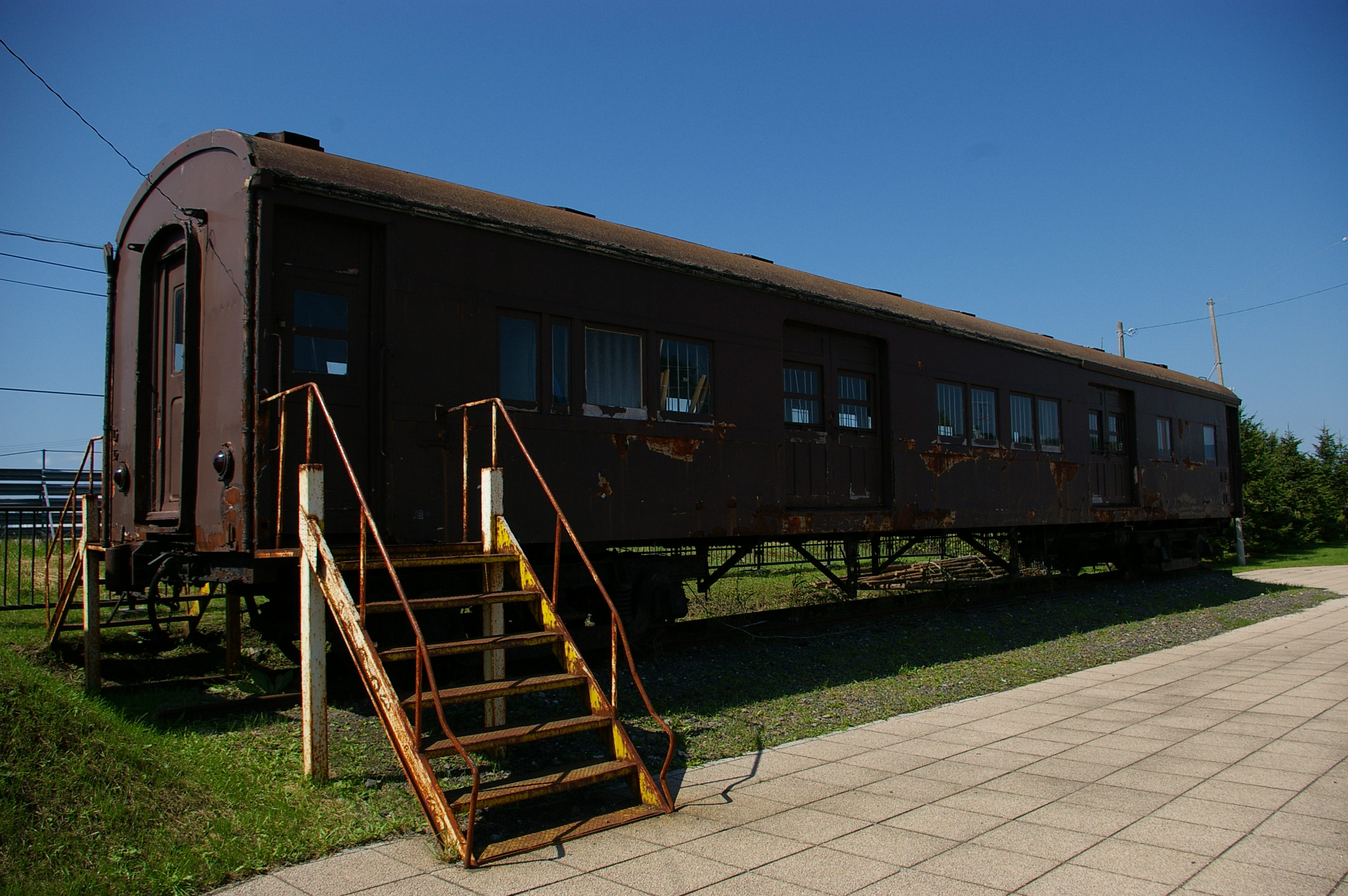
駅前に展示されているオエ61形救援車
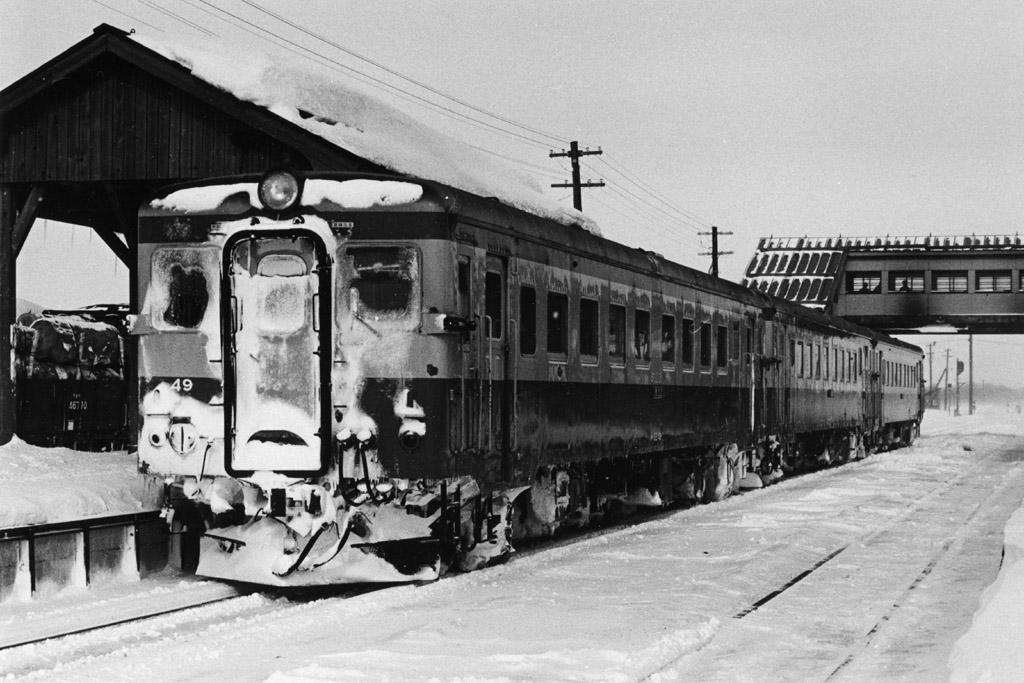
かつての駅構内に停車するキハ22形による普通列車（1973年3月14日）

### きっぷ類の発売
乗車券類は、無人化後キヨスクで発売され、キヨスクの閉店後は幌延駅から派遣された駅員が出札補充券にて発売していたが、のちに駅舎隣の豊富町観光情報センターでの扱いとなった。現状、豊富町観光情報センターで購入できるきっぷ類は記念入場券及び、豊富町民のみに発売される町民乗車票のみとなっている。

## 利用状況
名寄駅 - 稚内駅間の無人駅としては最大の利用があり、有人駅の音威子府駅・幌延駅を上回る。
乗車人員の推移は以下の通り。年間の値のみ判明している年度は日数割で算出した参考値を括弧書きで示す。出典が「乗降人員」となっているものについては1/2とした値を括弧書きで乗車人員の欄に示し、備考欄で元の値を示す。
また、「JR調査」については、当該の年度を最終年とする過去5年間の各調査日における平均である。
| 年度               | 乗車人員（人） | 乗車人員（人） | 乗車人員（人） | 出典       | 備考                  |
| 年度               | 年間           | 1日平均        | JR調査         | 出典       | 備考                  |
| ------------------ | -------------- | -------------- | -------------- | ---------- | --------------------- |
| 1978年（昭和53年） |                | 298            |                | [ 12 ]     |                       |
| 1992年（平成04年） |                | (136.0)        |                | [ 13 ]     | 一日平均乗降客数272人 |
| 2015年（平成27年） |                |                | 「10名以上」   | [ JR北 1 ] |                       |
| 2016年（平成28年） |                |                | 57.6           | [ JR北 2 ] |                       |
| 2017年（平成29年） |                |                | 58.8           | [ JR北 3 ] |                       |
| 2018年（平成30年） |                |                | 57.0           | [ JR北 4 ] |                       |
| 2019年（令和元年） |                |                | 49.4           | [ JR北 5 ] |                       |
| 2020年（令和02年） |                |                | 40.2           | [ JR北 6 ] |                       |
| 2021年（令和03年） |                |                | 33.8           | [ JR北 7 ] |                       |
| 2022年（令和04年） |                |                | 28.4           | [ JR北 8 ] |                       |
| 2023年（令和05年） |                |                | 23.0           | [ JR北 9 ] |                       |

## 駅周辺
- 北海道道397号豊富停車場線・北海道道444号稚咲内豊富停車場線
- 国道40号
- 豊富町役場
- 天塩警察署豊富駐在所
- 豊富郵便局
- 稚内信用金庫豊富支店
- 北宗谷農業協同組合（JA北宗谷）
- 北海道豊富高等学校
- 豊富温泉
- サロベツ原生花園（利尻礼文サロベツ国立公園）
- 沿岸バス「豊富駅」停留所
- Aコープとよとみ店

## バス路線
沿岸バスが以下の路線を運行している。運行の詳細は沿岸バス#豊富幌延線・幌延留萌線を参照。
- 11 豊富羽幌線：羽幌ターミナル行き
- 32 豊富幌延線：幌延深地層研究センター前行き（留萌市立病院まで直通運転）

札幌行き「特急はぼろ号」は、市街地寄りの「豊富営業所」に停車し、駅前には乗り入れない。また、豊富町 - 稚内市間の路線バスは、かつて運行されていたが廃止された。

## 隣の駅
北海道旅客鉄道（JR北海道）
■宗谷本線
「宗谷」「サロベツ」停車駅
■普通
下沼駅 (W73) - 豊富駅 (W74) - *徳満駅 (W75) - *芦川駅 - 兜沼駅 (W76)
*打消線は廃駅

### JR北海道
1. ↑  “極端にご利用の少ない駅（3月26日現在）” (PDF). 平成28年度事業運営の最重点事項.   北海道旅客鉄道. p. 6 (2016年3月28日). 2017年9月25日閲覧。
2. ↑  “宗谷線（名寄・稚内間）” (PDF). 線区データ（当社単独では維持することが困難な線区）.   北海道旅客鉄道 (2017年12月8日). 2017年12月30日時点のオリジナルよりアーカイブ。2017年12月30日閲覧。
3. ↑  “宗谷線（名寄・稚内間）” (PDF).   北海道旅客鉄道 (2017年7月2日). 2017年12月30日時点のオリジナルよりアーカイブ。2018年7月13日閲覧。
4. ↑  “宗谷線（名寄・稚内間）” (PDF). 線区データ（当社単独では維持することが困難な線区）(地域交通を持続的に維持するために).   北海道旅客鉄道. p. 3 (2019年10月18日). 2019年10月18日時点のオリジナルよりアーカイブ。2019年10月18日閲覧。
5. ↑  “宗谷線（名寄・稚内間）” (PDF). 地域交通を持続的に維持するために > 輸送密度200人以上2,000人未満の線区（「黄色」8線区）.   北海道旅客鉄道. p. 3・4 (2020年10月30日). 2020年11月2日時点のオリジナルよりアーカイブ。2020年11月3日閲覧。
6. ↑  “駅別乗車人員  特定日調査（平日）に基づく”.   北海道旅客鉄道. 2022年8月3日時点のオリジナルよりアーカイブ。2022年8月14日閲覧。
7. ↑  “駅別乗車人員  特定日調査（平日）に基づく”.   北海道旅客鉄道. 2022年9月3日時点のオリジナルよりアーカイブ。2022年9月3日閲覧。
8. ↑  “駅別乗車人員  特定日調査（平日）に基づく”.   北海道旅客鉄道. 2023年11月10日時点のオリジナルよりアーカイブ。2023年11月10日閲覧。
9. ↑  “宗谷線(旭川・稚内間) 事業の抜本的な改善方策の実現に向けた実行計画(2024(令和6)～2026(令和8)年度)” (PDF).   北海道旅客鉄道 (2024年). 2024年9月8日時点のオリジナルよりアーカイブ。2024年9月8日閲覧。